# Il ponte (film 1928)
Il ponte (De brug) è un documentario del 1928 diretto da Joris Ivens. 

## Trama
Il film descrive la struttura, i meccanismi e il funzionamento del ponte sollevabile ferroviario De Hef (Koningshavenbrug) di Rotterdam, completato nel 1927.

## Produzione
Un ingegnere, Van Ravensteyn, propone a Ivens di filmare un ponte ferroviario sulla Mosa, a Rotterdam. Per settimane e settimane il regista con la sua famosa cinepresa "Kinamo" riprende il ponte da tutti i punti di vista possibili. Fa tutto da solo: riprese, sviluppo e montaggio. Il film è uno studio cinematografico sul ritmo e sul movimento, senza affrontare una narrazione.

## Accoglienza
Il film ha un'ottima accoglienza critica.

### Critica
"In De Brug le tre dimensioni sono vettori dinamici sui quali si basa il movimento interno all'inquadratura: l'altezza è rappresentata dall'andamento verticale del ponte che si alza e si abbassa, la larghezza dal passaggio delle navi sulla Mosa che sullo schermo vanno in senso orizzontale, la profondità dal treno inquadrato con effetto prospettico".
"De Brug nasce dall'interesse di Ivens ad afferrare, con la massima precisione possibile, la sintesi e il contrappunto dei movimenti meccanici con l'occhio della cinepresa, a scoprire la loro continuità e le loro leggi e a rielaborarli "sinfonicamente" secondo canoni artistici-estetici, con il lavoro di montaggio".